# Дуйсенов, Арман Нарамбаевич
Арман Нариманович Дуйсенов (4 мая 1974, Уральск — 24 января 2023, Алма-Ата) — казахстанский композитор, телеведущий и продюсер.

## Биография
Родился в городе Уральск Западно-Казахстанской области.
После окончания Казахской национальной консерватории имени Курмангазы с 1997 года преподавал на кафедре музыки и исполнительского искусства Международного казахско-турецкого университета имени Яссави в городе Туркестане (которую с 2000 г. возглавлял в качестве старшего преподавателя). Воспитал целую плеяду молодых талантливых певцов и актёров.
Участвовал во многих специальных проектах, посвящённых национальным праздникам страны.
Работал с такими звёздами казахстанской эстрады, как: Р. Рымбаева, М. Жунусова, Н.Онербаев, Б. Шукенов, Р. Стамгазиев, Ж. Жексенулы, Т. Сериков, М. Арынбаев, Б. Исаев, Ж. Искакова.
Скончался 24 января 2023 года в Алма-Ате.

## Телеведущий
- Хабар
- Ел арна Архивная копия от 26 февраля 2020 на Wayback Machine

Программы:
- Айбын
- Достархана
- Тапқыр достар
- Дудар-ай
- Хабар-старс

## Песни

### Написал музыку к художественным фильмам
- «Сүйінші»
- «Боз бала балақыңғы жазаы»
- «Темиртауская весна»
- «Ақ сұңқар»
- «Арайланған Астана»
- «Шаттығым сенсің»
- «Досым менің»
- «Қайдасың»
- «Жан қызым»
- «Мәңгілікке»
- «БСексгүлтаңы»
- «Сен»
- «Үміт арман»
- «Аманат»
- «Асыл аруым»
- «Ренжіме анашым»
- «Сен ғана»
- «Алыстап кеттің»
- «Сүйіктім»
- «Алмалы»
- «Жетісу»
- «Туған жер»
- «Өсиет»

## Награды
- В 2014 году удостоен звания «Лучший композитор года» по версии «ЕМА Muzzone», в 2015 «Лучший композитор года» по версии «Астана жұлдызы». Награжден Министром культуры Республики Казахстан нагрудным знаком «Мәдениет қайраткері». В 2017 году удостоен Государственного звания «Заслуженный Деятель РК».
- Заслуженный деятель Республики Казахстан

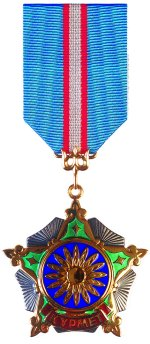

- орден «Курмет»

## Карьера
С 2000 года — становится заведующим отделом музыки и главным дирижером оркестра казахских народных инструментов в Музыкально-драматическом театре в городе Туркестан. За время работы в университете и театре в качестве композитора он пишет музыку к таким историческим событиям как празднование 1500 — летия г. Туркестан (2000 г.), Международный фестиваль «Алия» им. С.Байтерекова, Международный Курултай Тюркских народов, так же им было написано более 350 песен и инструментальных произведений, полноценных саундтреков к драматическим спектклям, которые исполнялись и исполняются по сей день на больших сценах республики, в частности такие произведения, как: «Жасай бер, Қазақстан», «Дархан елім», «Махаббат жағалауы», «Тәуелсіздік таңы». Написал музыку к таким монументальным театральным полотнам как: «Көк түріктер» Б. Вахабазде, «Хан Кене» Р.Сейтмета, «Президенттің жүрегі» Р.Сейтмета, «Қалыңдық пен күйеу» М.Байжиева, «Мещанин во дворянстве» Мольера, «Ең әдемі келіншек», «Қыз жиырмаға толғанда» С. Балгабаева, и так далее.

## Гастроли
С 1997—2003 годы неоднократно гастролировал по городам Турции, как с концертными программами, так и с театральными постановками на турецком языке. С 2003 года Арман Дуйсенов работал в Алматы, где писал музыку к постановкам режиссеров театра им. М. Ауэзова, Е. Обаева, Т. Жаманкулова, а именно, «Аршин мал алан» У.Гаджибеков, «Жүрейік жүрек ауыртпай» Ә.Сығаев и т. д., в те годы он начинает работать музыкальным редактором, продюсером, актером и телеведущим на каналах «Хабар» и «Ел Арна», где ведет, пишет музыку и продюсирует такие передачи, как: «Айбын», «Достархана», «Тапқыр достар», «Дудар-ай»,"Жұлдызды дода","Хабарстарс" и т. д. участвует в создании многих спецпроектов, посвященных национальным праздникам нашей страны. Кроме того им написана музыка к фильмам «Махаббат жағалауы» посвященный 10-летию города Нур-Султан, «Таң қалдырған хикая», «Бақыт құсы», «Алтын алқа» посвященный празднику Наурыз, «Сүйінші», «Боз бала шақтың соңғы жазы», «Теміртау көктемі», «Ақ сұңқар» реж. М.Бидосов, посвященным биографии Первого Президента Республики Казахстан Н. А. Назарбаева. Саундтреки к фильмам и сериалам «Тракторшының махаббаты» реж. А.Узабаев, «Осторожно корова» реж. А.Узабаев, «Мезгілсіз махаббат» реж. А.Матжанов, «Баян сұлу» Казахстан ТВ, «Қара жорға», за последние годы написаны песни как: «Азаттық ақ таңы» посвященная к 20-летию Республики Казахстан, «Тойла қазақтың даласы» посвященная к 10-летию города Астана, «Мәңгілікке», «Тәуелсіздік таңы», «Бақыт таңы», «Өмір жолы», «Тойға тілек», «Ұстазым», «Туған жер», «Есілдің жағасында», «Қайдасың», «Әдемі», «Сен едің», «Нұрлы қалам», «Шаттығым сенсің», «Досым менің», «Туған жер», «Ағажан», «Бақыт таңы», «Үміт арман», «Аманат», «Сері жігіт», «Алмалы», «Жетісу».
В последние годы работал руководителем Филиала «Гульдер» АО «Қазақ әуендері», в качестве генпродюсера, автора сценария, режиссера по работе с актерами и композитора. Спродюсировал молодёжную романтическую комедию «Оралман из Питера», проводил цикл познавательных передач о творчестве известных композиторов РК «Сазгер» на телеканале Казахстан, неоднократно заседал в качестве члена жюри в популярной шоу-программе «Жұлдызды жекпе-жек» созданной Заслуженным Деятелем РК Мейрамбеком Бесбаевым.